# Municipio 4 Deep Creek
El municipio 4 Deep Creek (en inglés: Township 4 Deep Creek) es un municipio ubicado en el  condado de Edgecombe en el estado estadounidense de Carolina del Norte. En el año 2010 tenía una población de 911 habitantes.

## Geografía
El municipio 4 Deep Creek se encuentra ubicado en las coordenadas 35°58′22.23″N 77°30′10.48″O / 35.9728417, -77.5029111.